# Ignacy Jan Paderewski

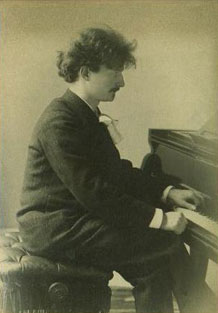
Ignacy Jan Paderewski

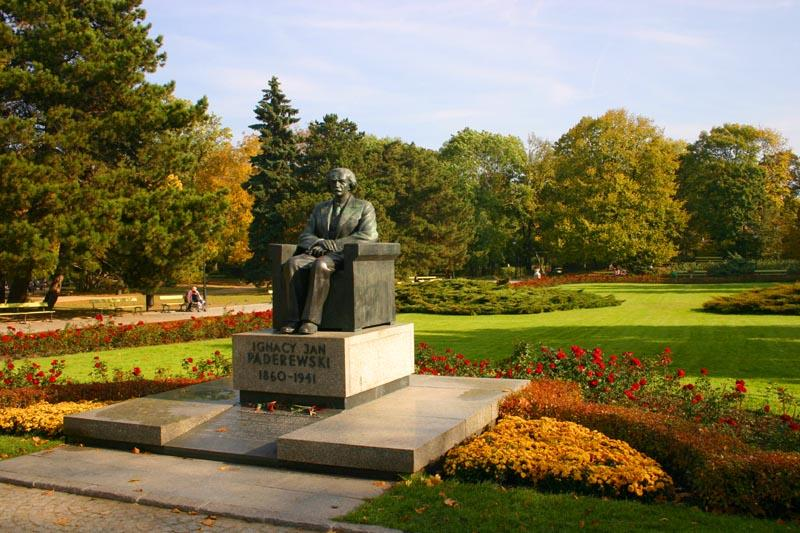
Paderewského pomník ve Varšavě

Ignacy Jan Paderewski (18. listopadu 1860 Kurylovka – 29. června 1941 New York) byl polský klavírista, hudební skladatel, politik a státník v roce 1919 premiér Polské republiky.

## Život
Narodil se v zámožné rodině správce statku na dnešní Ukrajině a jeho matka brzy zemřela. V letech 1872 až 1878 studoval konzervatoř ve Varšavě, kde pak také vyučoval. Oženil se, ale jeho žena brzy zemřela a Paderewski se pak plně věnoval hudbě. Studoval klavír v Berlíně a od roku 1884 ve Vídni, kde také v roce 1887 dosáhl prvního velkého úspěchu jako klavírista. Roku 1888 koncertoval třikrát v Praze, následovaly koncerty v Paříži a v Londýně. Velkým úspěchem skončilo jeho první turné po Spojených státech amerických v letech 1891–1892, po kterém se v USA usadil a roku 1899 se podruhé oženil. Prosadil se i jako skladatel a jeho opera „Manru“ měla premiéru v Drážďanech a roku 1902 v Metropolitní opeře v New Yorku. Krátce před první světovou válkou koupil velký statek v Kalifornii, kde založil jednu z nejznámějších amerických vinic.
Za války se stal mluvčím Polského národního výboru v Paříži a pomocí svých politických kontaktů v USA podpořil snahy o obnovu polské nezávislosti. Bezprostředně po konci války navštívil Poznaň, o jejímž dalším osudu se právě rozhodovalo, a jeho projev vyvolal protiněmecké povstání. V roce 1919 byl premiérem a ministrem zahraničních věcí Polska. Společně s Romanem Dmowským vedl polskou delegaci na mírové konferenci v Paříži, kde tito dva politici podepsali za Polsko Versailleskou smlouvu.
V prosinci 1919 však rezignoval a stal se polským vyslancem u Společnosti národů v Ženevě. Roku 1922 odešel z politiky a věnoval se opět koncertování v USA, brzy se však přestěhoval do Švýcarska, do obce Morges u Lausanne. Patřil mezi aktivní odpůrce Pilsudského převratu v roce 1926 a po obsazení Polska v roce 1939 se stal předsedou Polské národní rady v Londýně. Ještě ve svých 80 letech opět koncertoval v USA, aby pro polský zahraniční odboj získával prostředky. Po jednom z koncertů se mu udělalo nevolno a brzy nato zemřel. Byl pochován na Arlingtonském národním hřbitově ve Washingtonu a roku 1992 byly jeho ostatky převezeny do Varšavy, kde je pohřben v katedrále svatého Jana.

## Dílo
Paderewského dílo čítá asi 70 skladeb, z nichž se často hrají:
- Manru, lyrická opera o cikánovi a manželském trojúhelníku;
- Symfonie B-moll Polonia
- Polská fantasie na původní témata pro klavír a orchestr
- Klavírní koncert A-moll
- Menuet G-dur, Op.14, No. 1.

## Pocty
Po Paderewském je pojmenována hudební akademie v Poznani, několik nadací v USA a řada ulic v různých polských městech. Už roku 1925 byl vyznamenán Řádem britského impéria, dále francouzským Řádem čestné legie, polskými řády Bílé orlice a Virtuti Militari, řadou čestných doktorátů v Polsku i v USA a stal se čestným občanem Varšavy.